# Кампо Рико (Порторико)
Кампо Рико (шп. Campo Rico) град је у америчкој острвској територији Порторико, острвској држави Кариба.

## Демографија
По попису из 2010. године број становника је 3.006, што је 212 (-6,6%) становника мање него 2000. године.
| Група             | 2000.         | 2010.         |
| Белци             | 18 (0,6%)     | 14 (0,5%)     |
| Афроамериканци    | 239 (7,4%)    | 441 (14,7%)   |
| Азијати           | 2 (0,1%)      | 1 (0,0%)      |
| Хиспаноамериканци | 3.196 (99,3%) | 2.989 (99,4%) |
| Укупно            | 3.218         | 3.006         |